# Christiaan Bakkes
Christiaan Mathys Bakkes (Vredenburg, 3 de agosto de 1965) escritor sudafricano. Es hijo de la escritora Margaret Bakkes y hermano del también escritor C. Johan Bakkes. 
Trabajó un tiempo en el parque nacional Kruger donde en los 1990 estuvo relacionado con la muerte de elefantes, una práctica que le suponía objeciones éticas. En 1994 sufrió serias lesiones en el parque por el ataque de un cocodrilo. Más tarde, trabajaría en el desierto de Damaraland como guía y vigilante de Wilderness Safaris. He is described as a fan of heavy metal music.

## Obra
- Die Lang Pad van Stoffel Mathysen (1998)
- Stoffel in die Wildernis (2000)
- Skuilplek (2002)
- Stoffel by die afdraaipad (2004)
- Stoffel se veldnotas (2007)
- In Bushveld and Desert: A Game Ranger's Life (2008)
- Stoffel in Afrika (2010)
- Stoffel op safari (2012)
- Bushveld, desert and dogs:  a game ranger’s life (2012)
- Krokodil aan my skouer – Stoffel toe en nou (2014)
- Stoffel: die beste stories (2015)